# La mort i l'escultor
La mort i l'escultor (en anglés: Death and the Sculptor), també coneguda com el Monument de Milmore i L'àngel de la mort i el jove escultor, és una escultura en bronze, i una de les obres d'art més influents creades per Daniel Chester French. L'obra s'encarregà per a marcar la tomba del Cementeri de Forest Hills de Jamaica Plain, a Boston, Massachusetts (Estats Units), dels germans Joseph (1841–1886), James i Martin Milmore (1844–1883). Són dues figures exemptes unides a un relleu de fons rere seu. La figura de la dreta representa un escultor, la mà del qual que sosté un cisell la reté suaument els dits de la figura de l'esquerra, que representa la Mort, mostrada com una dona alada.

## Temes
Els germans Milmore emigraren als Estats Units des d'Irlanda el 1851. Joseph esdevingué tallador de pedra i Martin escultor. Reberen sovint encàrrecs, el més notable l'Esfinx de granit (1873) que resideix al Cementeri de Mount Auburn.

## Descripció

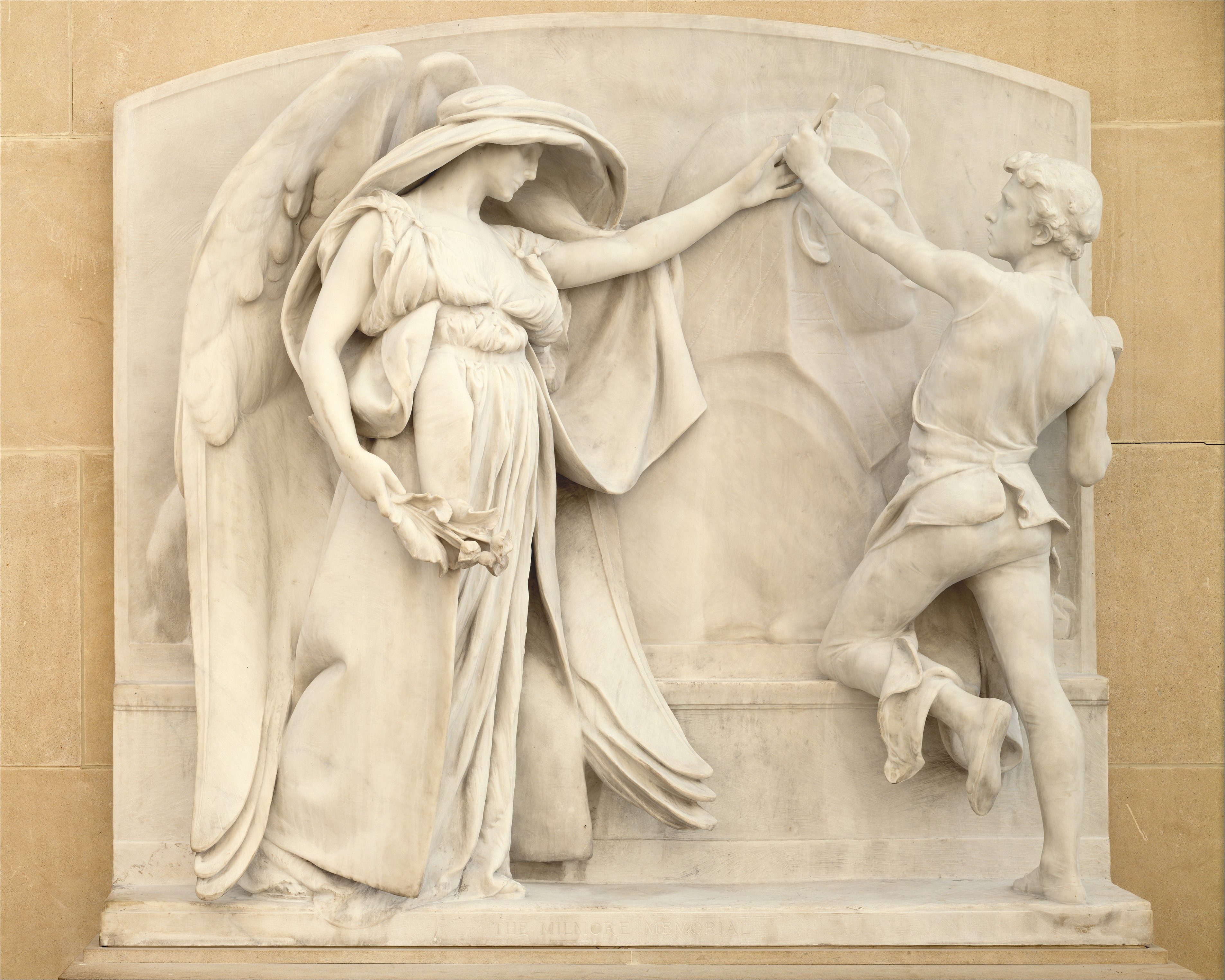
Versió en marbre al Museu Metropolità d'Art

El monument de French, encarregat el 1889 i dedicat el 1893, mostra l'Àngel de la Mort agafant suaument la mà d'un escultor o tallador de pedra que treballa en una figura d'esfinx molt similar a la que feren els germans.
Quan el guix de l'obra era a París per a ser fos en bronze, es mostrà en alguns salons, com ara el Saló de Champs de Mars, en què se li va atorgar una medalla de tercera classe, "només la segona vegada en què un estatunidenc ha sigut tan honorat pel món de l'art parisenc".
L'entorn arquitectònic fou dissenyat inicialment per l'arquitecte C. Howard Walker; fou, però, redissenyat pel col·laborador freqüent de French, Henry Bacon, el 1914, i finalment reemplaçat el 1945 per un de dissenyat per la firma de Boston d'Andrews, Jones Boscoe i Whitmore, moment en què la ubicació del monument canvià. La part de bronze fou fosa a París per Gruet Foundry. French i la família Milmore van acordar que es fessen altres quatre motles de la peça, per als museus a Chicago, Filadèlfia, Boston i Sant Lluís.
La versió en guix de Chicago es mostrà en l'Exposició Mundial Colombina, en què rebre bones crítiques. Aquesta obra fou destruïda el 1949.
El 1917 se'n feu una altra versió de l'obra, aquesta vegada en marbre per al Museu Metropolità d'Art de Nova York. La tallaren els germans Piccirilli, que havien tallat pràcticament tots els marbres de French.